# Pelabuhan Waingapu
Pelabuhan Waingapu är en hamn i Indonesien.   Den ligger i provinsen Nusa Tenggara Timur, i den södra delen av landet, 1 500 km öster om huvudstaden Jakarta. Pelabuhan Waingapu ligger 1 meter över havet. Den ligger på ön Pulau Sumba.  Närmaste större samhälle är Waingapu, 2,0 km sydost om Pelabuhan Waingapu. 